# Кучешки мутинус
Кучешкият мутинус (Mutinus caninus) е вид неядлива базидиева гъба от семейство Phallaceae. Видът е включен е в Червения списък на гъбите в България.

## Описание
Плодното тяло в началото е полузаровено и с яйцевидна форма. То се закрепва за почвата чрез тънка мицелна нишка. След това яйцето се разтваря, а основата му остава бяла разкъсана волва, като нагоре израства тънко, цилиндрично пънче, обсипано с малки ямки и завършващо с конусовидна шапка, понякога с кухина на върха. Шапката е оранжево-червена на цвят и е покрита с мастиленозелена лепкава слуз с неприятна миризма, съдържаща спороносния слой. Спорите са бледожълти. Гъбата се счита за неядлива.

## Местообитание и разпространение
Среща се сред през лятото и есента сред разлагащата се шума в горите. Разпространен е в Европа, Азия, Северна Америка. В България расте по Черноморието, Витоша, Осоговска планина, Рила, Средна гора и Родопите.